# 39e régiment d'artillerie
Le 39e régiment d'artillerie (39e RA) est une unité d'artillerie française créée en 1894, aujourd'hui dissoute. Il participe à la Première Guerre mondiale sous le nom de 39e régiment d'artillerie de campagne, à la Seconde sous le nom de 39e régiment d'artillerie mobile de forteresse (sur la ligne Maginot), ainsi qu'à la guerre d'Algérie avec son Ier groupe. Il est recréé entre 1978 et 1990 comme 39e escadron d'artillerie de corps d'armée à Mercy-lès-Metz.

## Création et différentes dénominations
- 1894 - 03.1919 : 39e régiment d'artillerie de campagne  (39e RAC)
- 03.1919 - 07.1919 : Régiment d'Artillerie de Marche 39/233
- 07.1919 - 1923 : 39e régiment d'artillerie de campagne  (39e RAC)
- 1923 - 1929 : 39e régiment d'artillerie divisionnaire  (39e RAD)
- 1933 - 1939 : 39e régiment d'artillerie de région fortifiée  (39e RARF)
- 1939 - 1940 : 39e régiment d'artillerie mobile de forteresse  (39e RAMF)
- 1946 - 1949 : Ier groupe du 39e régiment d'artillerie  (I/39e RA)
- 1953 - 1962 : Ier groupe du 39e régiment d'artillerie  (I/39e RA)
- 1978 - 1990 : 39e escadron d'artillerie de corps d'armée  (39e EACA)

## Colonels et chefs de corps

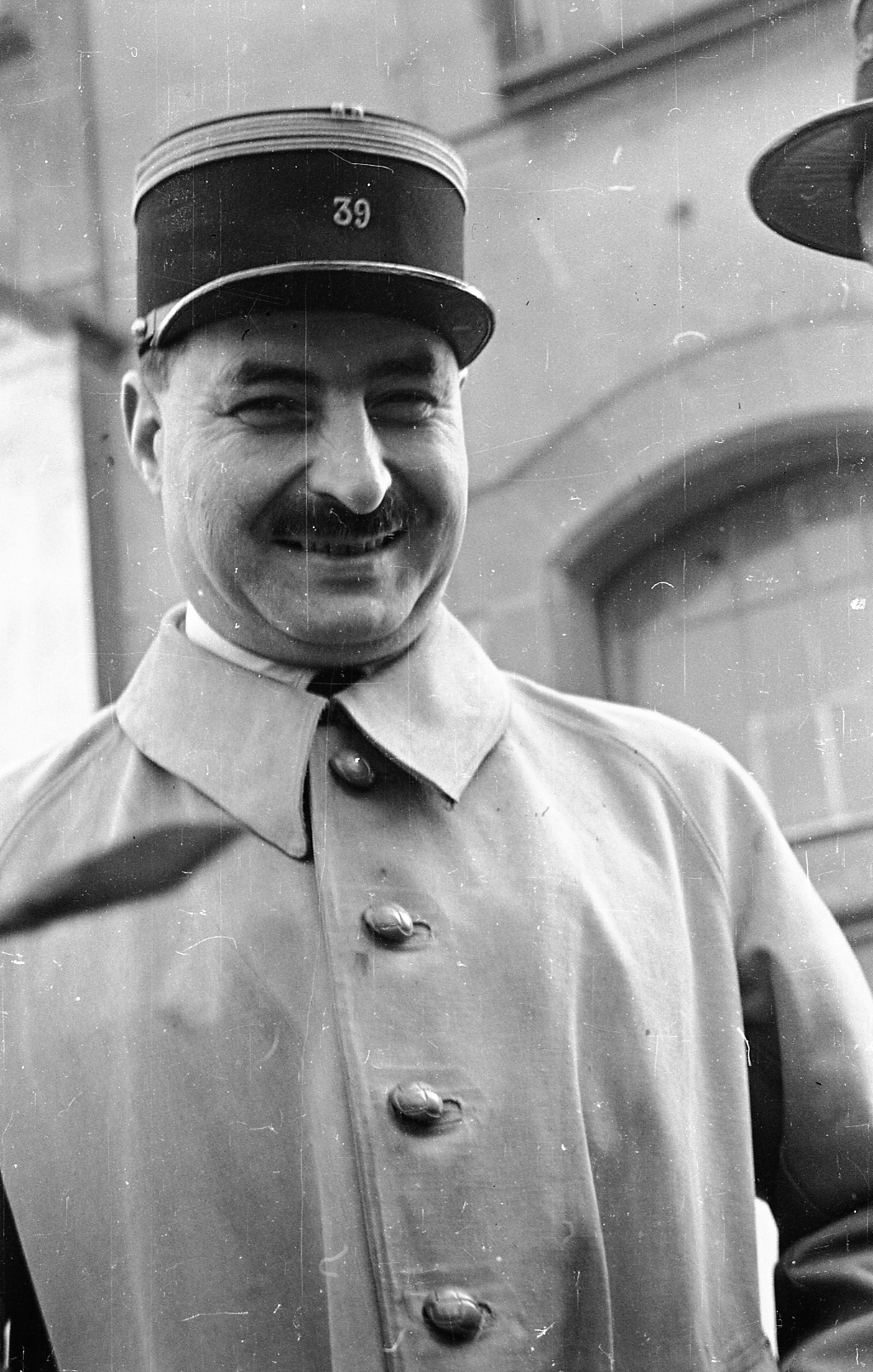
Portrait du colonel du Mazel, à Metz

- 1894 - 1897 : colonel de Cantaloube de Marmiès[1]
- 1897 - 1901 : lieutenant-colonel puis colonel Beaudemon de Lamaze[1]
- 1901 - 1906 : colonel Léon Francfort[1]
- 1906 - 1908 : colonel Ducassé[1]
- 1908 - 1911 : colonel Guipon[2]
- 1911 - 1914 : lieutenant-colonel puis colonel Blondel (mortellement blessé le 30 août 1914)[2]
- 1914 : lieutenant-colonel Beuchon (tué au combat le 5 septembre 1914)[2]
- 1914 - 1915 : lieutenant-colonel Dentraygues[2]
- 1915 : chef d'escadron Regnault[2]
- 1915 - 1916 : lieutenant-colonel Vouillemin[2]
- 1916 - 1918 : chef d'escadron puis lieutenant-colonel Baudelaire[3]
- 1918 - 1919 : chef d'escadron puis lieutenant-colonel Chappat[3]
- 1919 : colonel Braun[3]
- 1919 - 1920 : lieutenant-colonel Delouche[3]
- 1920 - 1923 : lieutenant-colonel Desmons[3]
- 1923 - 1925 : colonel Dumont[3]
- 1925 - 1927 : colonel Daguenet[3]
- 1927 - 1929 : lieutenant-colonel puis colonel Bon[3]
- 1929 : colonel Renondeau[4]
- 1933 : colonel Labrousse-Fombel (mort subitement avant de rejoindre son régiment)[4]
- 1933 : lieutenant-colonel Carbonnier[4]
- 1933-1936 : lieutenant-colonel puis colonel Dhondt[4]
- 1936-1938 : colonel de Labretoigne du Mazel
- 1938-1939 : lieutenant-colonel Carbonnier
- 1939-1940 : colonel Briguet
- Ier groupe / 39e régiment d'artillerie
- 1946-1947 : chef d'escadron Potier
- 1947-1948 : chef d'escadron Bourel de La Roncière
- Dissolution le 31/12/1948
- 1953-1955 : lieutenant-colonel Dubost
- 1955-1956 : chef d'escadron Thonnard du Temple
- 1956           : chef d'escadron Puyo
- 1956-1958 : lieutenant-colonel Thonnard du Temple
- 1958-1960 : chef d'escadron Hulard
- 1960-1961 : chef d'escadron Manuel
- 1961-1962 : chef d'escadron Bonmarchand
- Dissolution le 15/06/1962
- 39e escadron d'artillerie de corps d'armée
- (1977)-1979 : lieutenant-colonel Méry
- 1979-1981 : lieutenant-colonel Viot
- 1981-1983 : lieutenant-colonel Bourgeois
- 1983-1985 : colonel Ledoux
- 1985-1988 : colonel Cany
- 1988-1990 : colonel Defaut

Dissolution le 30/06/1990

## 1894-1914
Un décret du 4 juillet 1894, pris en application d'une loi du 29 juin précédent qui modifiait l'organisation de l'artillerie, constitue l'acte de naissance du 39e RAC.
Il est alors formé à Toul (secteur sud du 6e corps d'armée) par 9 batteries d'artillerie montée des :
- 8e régiment d'artillerie (7e, 8e, 9e, 10e, 11e et 12e batteries) en garnison au quartier de la Justice (maintenant quartier Fabvier) à Toul depuis 1887-1888, qui deviennent les 1er, 2e, 3e, 4e, 5e et 6e batteries.[5] ;

- 38e régiment d'artillerie (7e, 8e et 9e batteries) en garnison au quartier de Rigny à Toul depuis le 1er janvier 1884 (7e et 8e) et 1er octobre 1890 (9e) qui deviennent les 7e, 8e et 9e batteries[5].

Initialement équipé de canons de 90 modèle 1877, le régiment est intégralement rééquipé de canons de 75 modèle 1897 en 1898.

## Première Guerre mondiale
Le régiment est prêt au combat à partir du 31 juillet 1914. À partir du déclenchement de la mobilisation générale le 2 août 1914 le régiment incorpore ses réservistes. Il est affecté à la 39e division d'infanterie. Le régiment est constitué de trois groupes, plus un groupe de renforcement rattaché à l'artillerie de la 73e division de réserve.

## Entre-deux-guerres

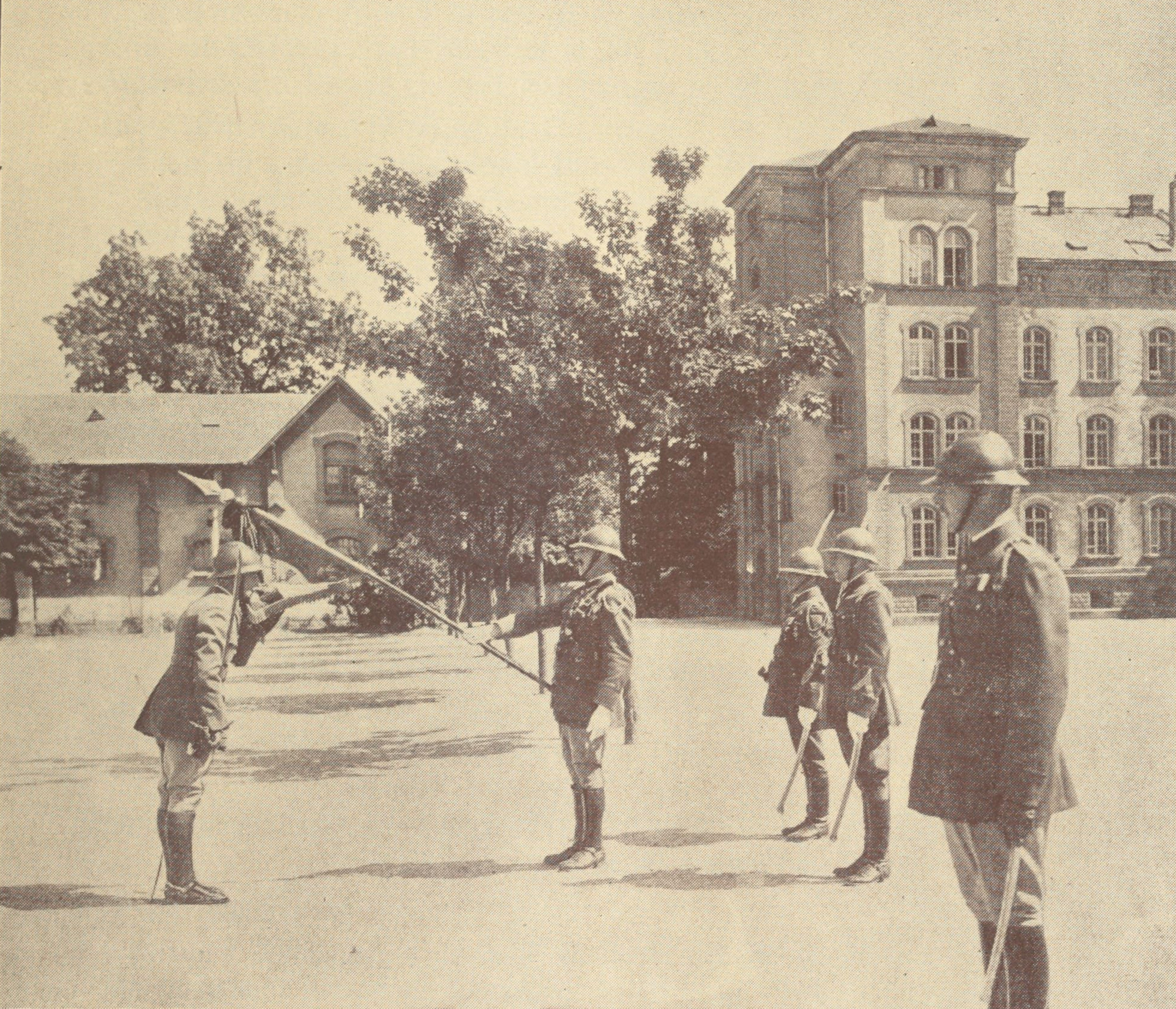
Première prise d'arme en 1933 du 39e reconstitué.

En avril 1923, les trois groupes du régiment, détaché à l'Armée du Rhin (1919), sont séparés. Le 3e groupe devient le nouveau 39e régiment d'artillerie.
Le régiment participe à l'occupation de Coblence et est dissous le 20 septembre 1929.
Le 39e régiment d'artillerie est reformé le 15 avril 1933, sous le nom de 39e régiment d'artillerie de région fortifiée (39e RARF) est créé à Metz. Il stationne à Metz, au quartier Desvallières et à Verdun, au quartier Gribeauval. Il forme l'artillerie des secteurs fortifiés de Boulay et de Faulquemont.
Il est motorisé en 1935.

## Seconde Guerre mondiale
À la mobilisation, le 39e RARF met sur pied le 23e régiment d'artillerie mobile de forteresse, le reste de l'unité formant le 39e régiment d'artillerie mobile de forteresse rattaché au secteur fortifié de Faulquemont.
Le I/39e RAMF appuie le 82e régiment de mitrailleurs d'infanterie de forteresse face à une attaque allemande le 14 juin 1940 avant de se replier le 15 juin[réf. souhaitée]. Les II et III/39e quittent la ligne Maginot et rejoignent le groupement de Girval issue des unités du secteur fortifié de Faulquemont. Le régiment couvre la défense des ponts sur la Seille le 15, puis du canal de la Marne au Rhin les 16 et 17, avant de se rendre le 23 à Mortagne[réf. souhaitée].

## Après 1945
En 1946, le IIIe groupe du 63e régiment d'artillerie reprend les traditions du régiment et devient Ier groupe du 39e régiment d'artillerie (I/39e RA).
Le régiment est recréé à Sarralbe en 1953. Le I/39e RA est envoyé en Afrique du Nord en 1955, ses différentes classes d'appelés étant formées à Sarralbe avant leur départ. Il est d'abord au Maroc, dans le Rif, puis à Marrakech, à Oued Zem et à Casablanca. Il participe ensuite à la guerre d'Algérie, à la frontière avec la Tunisie et dans la Sud-Constantinois. En 1961, le I/39e RA est un régiment de fantassins, déployé à Youks-les-Bains. Il déplore seize morts dans ce conflit.
Revenu en France en 1962, le I/39e RA y est dissout.

## Escadron d'artillerie de corps d'armée: 1978-1990

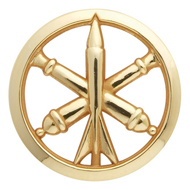
Insigne de béret de l'artillerie

En avril 1978, l'escadron de commandement de l'artillerie du 1er corps d'armée, qui avait été créé en 1977, reprend les traditions du 39e RA et devient le 39e escadron d'artillerie de corps d'armée. Il est stationné au château de Mercy. Il constitué dans les années 1980 d'une batterie de commandement de soutien, une batterie de mise en œuvre, une batterie nucléaire, biologique et chimique et une batterie d'acquisition des objectifs.
Le régiment est finalement dissous le 30 juin 1990.

## Étendard

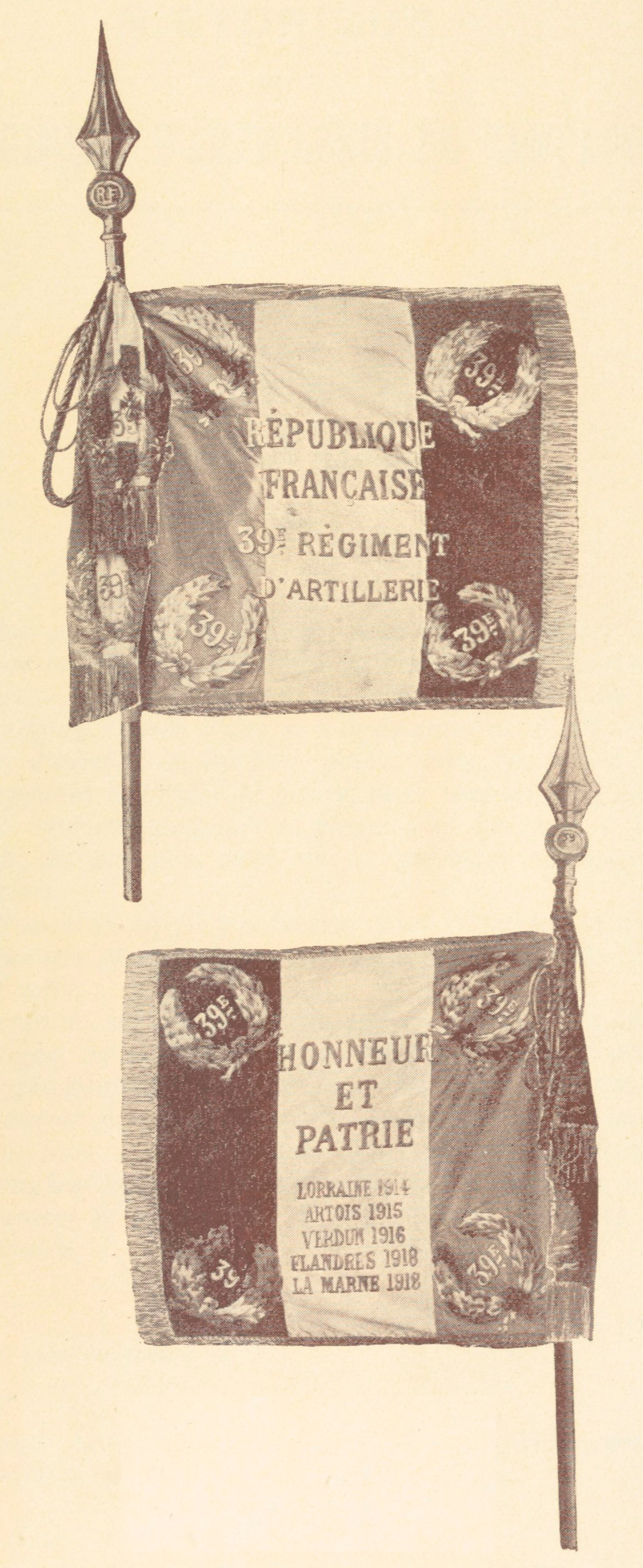
Drapeau du en 1933.

Il porte, cousues en lettres d'or dans ses plis, les inscriptions suivantes :
- Lorraine 1914
- Artois 1915
- Verdun 1916
- Flandres 1918
- La Marne 1918
- AFN 1952-1962

Sa cravate est décorée de la fourragère aux couleurs du ruban de la médaille militaire. Cette fourragère est liée à ses quatre fois citations à l'ordre de l'armée et une à l'ordre du corps d'armée.

## Insigne
L'insigne du 39e RA présente un coq, symbole de la France, entouré de lauriers, rappelle de la gloire du régiment pendant la Première Guerre mondiale. Les deux canons croisés sont le symbole de l'Artillerie française et le numéro 39 rappelle le régiment.

## Personnalités ayant servi au régiment
- André Thoreau (1899-1985), résistant français, Compagnon de la Libération.

## Sources et bibliographie
- Léon, Jacquet, Jean Dhondt et M. J. Godfrin, Historique des 39e et 239e régiments d'artillerie de campagne. 2e édition, Nancy, Impr. J. Coubé et fils, 25, rue Gustave-Simon, 1934, 151 p., lire en ligne sur Gallica.